# Tim van Kleef
Tim van Kleef (Nijmegen, 8 november 2001) is een Nederlandse stuntstepper/scooterrider. Hij is in Nederland een pionier in deze urbansport. Op de in 2023 verschenen eerste wereldranglijst stond hij als beste Nederlander op de 23e plaats in de categorie 'scootering street'. Van Kleef deed mee aan zes wereldkampioenschappen en twee Europees kampioenschappen. Hij werd in 2021 en in 2024 Belgisch-Nederlands kampioen. In 2024 stond hij 31e op de wereldranglijst.

## Biografie
Van Kleef groeide op in Nijmegen met een topsportende zus (Charlotte van Kleef, basketball) en broer (Rolf van Kleef, shortrack). In 2018 stapte Van Kleef als talentvol judoka over naar het stuntsteppen. Aanvankelijk deed hij daar mee bij de beide disciplines die stuntsteppen herbergt: scooter park en scooter street. Later specialiseerde hij zich op de technische variant van het stuntsteppen: scooter street. Van Kleef studeerde Sport en Bewegen aan het ROC Nijmegen. Hij werkt als verkoper en eventmanager bij sscproscooter in Den Bosch en Eindhoven. In die functie organiseert hij in 2025 de eerste stuntstepcompetitie in Nederland, de SSC Pro league.

## Erelijst
2018
In 2018 deed Van Kleef voor het eerst mee aan een groot internationaal event: de ISA EU Pro Freestyle wedstrijden in Den Haag (Nederland). Bij deze Europese Kampioenschappen werd de 16-jarige Van Kleef in de discipline Park 4e bij de amateurs.
2019
In 2019 deed hij mee aan de ISA European Qualifier competition in Wuppertal (Duitsland), maar wist zich niet te kwalificeren voor de Europese Kampioenschappen. Hij deed in 2019 mee aan de FISE World Series in Montpellier (Frankrijk), waar hij 37e werd in de discipline 'scooter freestyle park pro'. Mede vanwege dit resultaat mocht Van Kleef in 2019 meedoen aan de World Roller Games in Barcelona (Spanje). Tijdens deze voor hem eerste Wereldkampioenschappen viel hij geblesseerd uit.
2020
In 2020 werd in coronatijd een selecte groep van scooterriders uitgenodigd voor de Wereldkampioenschappen Extreme Barcelona. Van Kleef was de enige Nederlander die meedeed en werd 19e in de categorie Street en 20e in de categorie Park.
2021
In 2021 mochten er bij de WK Extreme Barcelona weer meer steppers deelnemen. Van Kleef werd als hoogstgeplaatste Nederlander 53e van de 78 rijders in de categorie Street.
2022
In 2022 vonden als onderdeel van Madrid Urban Sports (MUS) de Europese Kampioenschappen in Madrid (Spanje) plaats. Van Kleef werd als enige Nederlandse rijder 20e. In 2022 deed hij ook weer mee aan de FISU Wereldkampioenschappen Extreme Barcelona. Hij werd als beste Nederlander 34e.
2023
In 2023 deed de 21-jarige Van Kleef in Madrid (Spanje) mee aan zijn vijfde Wereldkampioenschappen (Worldskate).  Met een 23e plaats in de categorie Street kwalificeerde hij zich net niet voor de finale waarin 20 rijders mochten deelnemen. Hij was de enige Nederlander in deze categorie. Dit WK was de eerste gelegenheid om punten te verdienen voor de wereldranglijst scootering. In datzelfde jaar deed hij mee aan de ISF Europese Kampioenschappen in Muhlhausen (Duitsland) en behaalde daar een 12e plaats.
2024
Bij de Fise World Series in Montpellier (Frankrijk) In 2024 eindigde Van Kleef na valpartijen in beide runs op een 39e plaats. Tijdens de Urban World Series Extreme Barcelona Spanje bereikte hij als 13e de halve finale. Uiteindelijk werd hij daar 15e. Vanuit Barcelona reisde hij door naar Rome (Italië), waar de World Skate games 2024 werden gehouden. Twee valpartijen deden hem echter op de 55e plaats belanden. In oktober deed hij mee aan de Fise Pro Tour in Shanghai China. Hij bereikte als 11e de halve finale en werd uiteindelijk 13e. In december 2024 reed hij mee tijdens de kwalificaties voor de Nordic Championships, Hij werd 10e en wist de finale niet te bereiken.
Belgisch - Nederlands kampioen
Van Kleef is meervoudig Belgisch - Nederlands kampioen. In 2021 werd hij in Rotterdam Belgisch-Nederlands kampioen in de categorie Pro Street.  In 2022 eindigde hij in deze zelfde categorie op een tweede plaats  en in 2023 werd hij derde. In 2024 werd hij voor de tweede keer Belgisch-Nederlands kampioen Pro Street. In 2025 bereikte hij voor het vijfde jaar achtereen het podium tijdens de BNK. Hij haalde een bronzen medaille in de categorie Street Pro.
Van Kleef was teamrider van het Skatepark Waalhalla in Nijmegen,  en van het Skatepark Samcity in Hoorn. Hij is teamrider bij SSC Pro Scooters.

## Statistieken
| Jaar | BNK | WK                                          | EK                          | World Series                                     | World ranking                            |
| 2025 | 3   |                                             |                             |                                                  |                                          |
| 2024 | 1   | 55e (Rome)                                  |                             | 13e (Shanghai) 15e (Barcelona) 29e (Montpellier) | 31 (18 november 2024) 32 (20 juni 2024)  |
| 2023 | 3   | 23e (Madrid)                                | 12e (Muhlhausen)            | 28e (Barcelona)                                  | 28 (21 september 2023) 23 (29 juni 2023) |
| 2022 | 2   | 34e (Barcelona)                             | 20e (Madrid)                | -                                                | -                                        |
| 2021 | 1   | 53e (Barcelona)                             | -                           | -                                                | -                                        |
| 2020 | -   | 19e street (Barcelona) 20e park (Barcelona) | -                           | -                                                | -                                        |
| 2019 | -   | Uitgevallen (Barcelona)                     | (DNQ in Wuppertal)          | 37e (Montpellier)                                | -                                        |
| 2018 | -   | -                                           | 4e park amateurs (Den Haag) | -                                                | -                                        |
| 2016 | 25  | -                                           | -                           | -                                                | -                                        |